# Luta Mae McGrath
Luta Mae (Cornelius) McGrath (21 de novembro de 1907 - 14 de abril de 2016) foi uma oficial do Corpo de Artilharia do Exército dos Estados Unidos e a mais velha veterana sobrevivente da Segunda Guerra Mundial no momento da sua morte. Na comunidade de Artilharia do Exército, McGrath ficou conhecida como "A Primeira Dama da Artilharia" e foi a primeira mulher a ser introduzida no Ordnance Corps Hall of Fame em 1985.